# Alphonse Lavaudan
Alphonse Lavaudan, ou Alphonse Lavauden, né le 17 janvier 1796 à Lyon et mort le 17 février 1857 à Paris, est un peintre français.

## Biographie
Élève de Pierre Révoil à Lyon, puis d'Antoine-Jean Gros à Paris, il expose au Salon de 1822 à 1848.  
Il obtient une troisième médaille en 1838.
Il meurt à l'âge de 61 ans. Il est inhumé le 20 février 1857 au cimetière de Montmartre.

## Œuvres exposées aux Salons parisiens
(sauf mention)
- Un petit marchand d'oiseaux, au Salon de 1822
- Apparition de Jésus-Christ à saint Augustin, au Salon de 1824
- L'Arrivée d'une diligence dans une auberge, au Salon de 1824
- Ulysse et Calypso, au Salon de 1824
- Un mercier ambulant, au Salon de 1824
- La Becquée, au Salon de 1827
- La Roue de la Fortune, au Salon de 1827
- Le Braconnier surpris, au Salon de 1827
- Le blessé ; épisode des journées de juillet 1830, au Salon de 1831
- Abdication de Marie-Stuart, au Salon de 1833
- Portrait de Mme R., au Salon de 1833
- Portrait en pied de M. C. fils, au Salon de 1833
- Élisabeth Ire et Kohl, au Salon de 1834
- Gabrielle de Vergy, au Salon de 1835
- Portrait de M. B., au Salon de 1835
- Portrait de Mme B., au Salon de 1835
- Louis XI, au Salon de 1836
- Portrait de M. P., au Salon de 1837
- Convoi de la reine Blanche, mère de saint Louis (décembre 1252), au Salon de 1838
- Jeune collégien déposant une couronne, sur la tombe de sa mère, au Salon de 1838 (Arras)
- Le Récit du matelot, au Salon de 1838
- Portrait de M. B..., avocat, au Salon de 1838
- Un petit mendiant, au Salon de 1838
- Charles-Quint, en France, au Salon de 1839
- Portrait en buste de M. T., au Salon de 1839
- Portrait en pied de la petite fille du docteur F. D., au Salon de 1839
- Portrait de Mme R., au Salon de 1840
- L'Adoration des bergers, au Salon de 1841
- Portrait de femme, au Salon de 1843
- Le Déjeuner du modèle ; scène d'atelier, au Salon de 1848
- Portrait de M. le docteur P. B., au Salon de 1848